# Dynamix de Belheme
Dynamix de Belheme (née en 2013) est une jument Selle français de saut d'obstacles, fille de Snaike de Blondel et Soudaine du Montet, par Cornet Obolensky.
En 2023, elle est sacrée championne d'Europe en individuel à Milan avec son cavalier Steve Guerdat. 

## Histoire

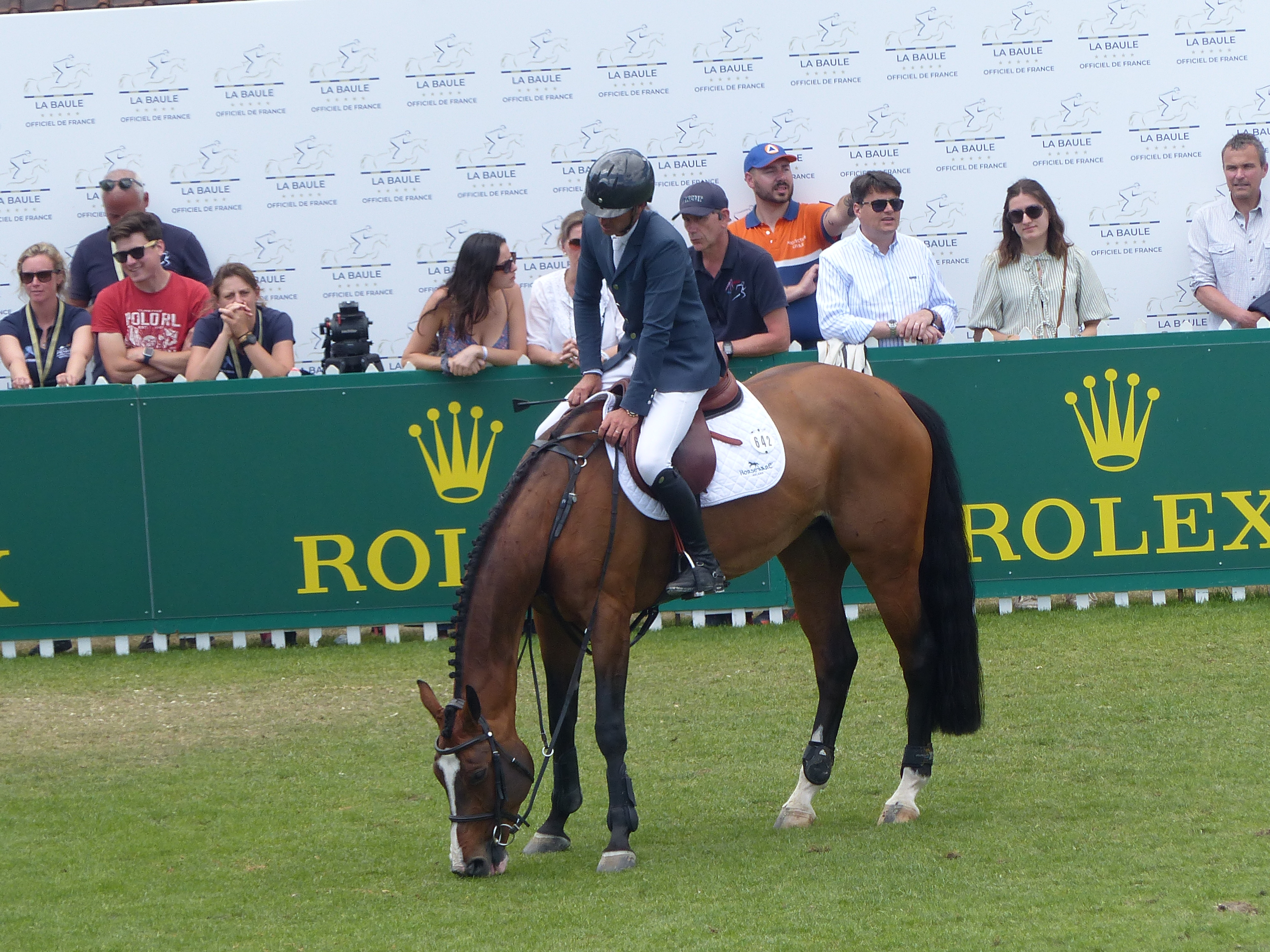
Dynamix de Belheme broutant après son parcours au CSIO de La Baule de 2024.

Dynamix de Belheme naît le 21 juin 2013 à Arques-la-Bataille,. Elle est élevée par Frédéric Aimez, agriculteur installé en Seine-Maritime. 
Dès son plus jeune âge, Dynamix de Belheme se dégage du lot par ses capacités au saut en liberté, avec en particulier une excellente qualité de passage de dos et un grand coup de garrot,. Le cavalier suisse Steve Guerdat l'entraîne depuis qu'elle a cinq ans.
Dynamix de Belheme débute les compétitions à très haut niveau à l'âge de neuf ans, participant à son tout premier Grand prix 3 étoiles en janvier 2022. Elle est réellement révélée en 2023, quand elle participe à la victoire de la Suisse au CSIO de Falsterbo ; pour la journaliste Sylvia Flahaut, elle est la jument qui permettra à Steve Guerdat de revenir au top 10 mondial du saut d'obstacles.
Elle est pressentie pour une participation aux Jeux olympiques d'été de 2024.

## Description
Dynamix de Belheme est une jument Selle français de robe baie, mesurant 1,70 m.
La journaliste de L'Éperon Sylvia Flahaut lui décrit de la souplesse, de l'élasticité, « un coup de garrot et un passage de dos impressionnants ».
Son éleveur Frédéric Aimez lui décrit une grande ressemblance avec Cornetaux et sa mère, d'excellents déplacements et une jolie tête.
Son cavalier Steve Guerdat lui décrit « quelque chose de spécial, des qualités intrinsèques exceptionnelles, comme aucun autre cheval dans [s]a carrière, hormis peut-être Tepic La Silla (Akteur) ».

## Palmarès

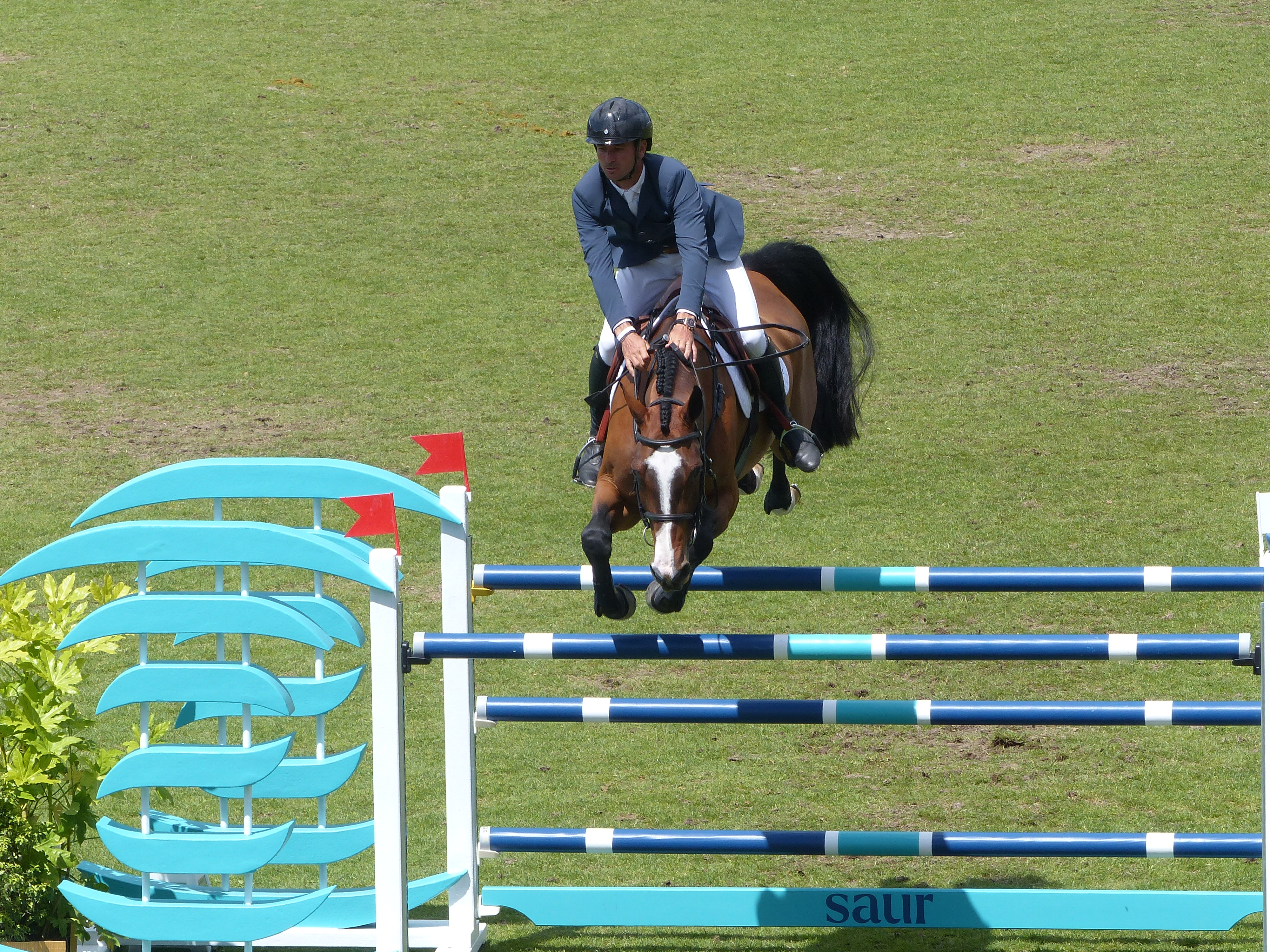
Dynamix de Belheme montée par Steve Guerdat au CSIO de La Baule de 2024.

- 2022 : seconde du Grand Prix Coupe du monde de Stuttgart[5] ;
- février 2023 : vainqueur du Grand Prix 4* de Vejer de la Frontera[5] ;

## Origines
Elle partage une partie de ses origines avec Nino des Buissonnets. Sa mère, la jument poulinière Soudaine du Montet, une grande jument noire ou bai-brune avec une excellente sortie d'encolure et de la souplesse, a été acquise par son éleveur Frédéric Aimez en 2010, auprès d'éleveurs en cessation d'activité en chevaux de sport,.
La lignée de Dynamix compte comme grand-mère maternelle Jenlah des Yvers, une fille d’Arpège Pierreville.